# Ivan Wass
Ivan Wass (mađ. Wass János) (Budim, oko 1521. – Požun, po 1580.), izvanbračni sin Ludovika II. Jagelovića, ugarsko-hrvatskog te češkog kralja.

## Podrijetlo
Ivan je rođen oko 1521. godine u Budimu kao izvanbračni sin Ludovika II. Jagelovića, kralja Češke, Hrvatske i Ugarske i dvorske dame majke Ludovika II., kraljice Ane od Foixa, Angelithe Wass.